# Стари Трг при Ложу
Стари Трг при Ложу (словен. Stari trg pri Ložu) је градић и управно средиште општине Лошка Долина, која припада Нотрањско-Крашкој регији у Републици Словенији.
По последњем попису из 2011. г. насеље Стари Трг при Ложу имало је 864 становника.